# Newcastlemax
Newcastlemax correspond à une classe de vraquiers ayant la taille requise pour faire escale au port de Newcastle en Australie. Ce port est le plus grand exportateur de charbon au monde, avec 70 millions de tonnes par an.
La plus grande largeur admissible à ce port est de 47 mètres hors tout, ce qui limite le port en lourd moyen à environ 180 000 tonnes, soit une taille Capesize.